# Bonna de Borbó
Bona de Borbó (1341 - Mâcon, 1402) fou una infanta de Borbó, comtessa consort de Savoia (1355-1383) i regent el 1383 i entre 1391 i 1393.

## Antecedents familiars
Va néixer vers el 1341 sent filla del duc Pere I de Borbó i la seva esposa Isabel de Valois. Era neta per línia paterna del també duc Lluís I de Borbó i Maria d'Avesnes, i per línia materna de Carles I de Valois i Mafalda de Chatillon. Fou germana, entre d'altres, de Lluís II de Borbó; Blanca de Borbó, casada amb Pere I de Castella; i Joana de Borbó, casada amb Carles V de França.
A la mort del seu marit es retirà al castell de Mâcon, d'es don exercí una influència molt gran a la cort mitjançant la regència del seu fill Amadeu VII el 1383 així com la regència exercida durant la minoria d'edat del seu net Amadeu VIII entre 1391 i 1393. Morí al castell de Mâcon el 19 de gener de 1402.

## Núpcies i descendents
Es va casar el 1355 a la ciutat de Chambéry amb el comte Amadeu VI de Savoia. D'aquesta unió nasqueren:
- Una filla morta al néixer (1358)
- Amadeu VII de Savoia (1360-1391), comte de Savoia
- Lluís de Savoia (1362-1365)